# Conspiracy of One
Conspiracy of One – szósta płyta amerykańskiego zespołu The Offspring.
Wydana po dwuletniej przerwie (2000) roku, w atmosferze plotek o problemach zespołu i ciągłych zapowiedzi jego rozwiązania. Conspiracy of One różnił się od wcześniejszym płyt min. wykorzystaniem scratchów w „Living in Chaos” albo elektronicznej perkusji w „Special Delivery”. Pierwszy singel „Original Prankster” (z gościnnym udziałem amerykańskiego rapera Redmana) spotkał się z krytyką i niezadowoleniem wśród fanów zespołu.
Teksty piosenek na Conspiracy of One opowiadają historie pojedynczych osób np. „żartownisia” (Original Prankster), chłopaka, który chce by jego dziewczyna ubierała się tak jak on sobie to wyobraża (Want You Bad), spiskującego w pojedynkę terrorystę (tytułowe Conspiracy Of One). Pozostałe piosenki opisują min. tęsknotę za bliskimi (Million Miles Away), świat ogarnięty totalną anarchią (Living in Chaos) albo życie kibiców piłkarskich (One Fine Day). W tekście Original Prankster wykorzystano motyw Janet Reno (Prokurator Generalna USA w czasach prezydentury Billa Clintona) oraz cytat „You can do it!” z filmu Kariera Frajera (ang. The Waterboy, 1998) z Adamem Sandlerem w roli głównej. Intro płyty to wypowiedź Mike'a Love z The Beach Boys, nagrana podczas jednego z koncertów zespołu. W utworze Special Delivery użyto motywu z piosenki Hooked On A Feeling grupy Dr. Hook (and the Medicine Show).

## Lista utworów
1. Intro 			 – 0:05
2. Come Out Swinging 		 – 2:47
3. Original Prankster (feat. Redman)		 – 3:42
4. Want You Bad 			 – 3:23
5. Million Miles Away 		 – 3:40
6. Dammit, I Changed Again 	 – 2:49
7. Living In Chaos 		 – 3:28
8. Special Delivery 		 – 3:00
9. One Fine Day 			 – 2:45
10. All Along 			 – 1:39
11. Denial, Revisited 		 – 4:33
12. Vultures 			 – 3:35
13. Conspiracy Of One 		 – 2:17

## Single
1. Original Prankster (feat. Redman)	(2000)
2. Want You Bad (2001)
3. Million Miles Away (2001)